# Mitsubishi Ki-67
El Mitsubishi Ki-67 Hiryū (飛龍, dragón volador en japonés, código aliado Peggy) fue un bombardero medio bimotor diseñado y construido para uso del Ejército Imperial Japonés y usado intensamente en las etapas finales de la Guerra del Pacífico.

## Historia y notas
En febrero de 1941 la compañía Mitsubishi Jukogyo K.K (Industrias Pesadas Mitsubishi S.L.) recibió instrucciones para diseñar y construir tres prototipos de un bombardero táctico medio según la necesidades del Ejército Imperial Japonés para un sucesor del Nakajima Ki-49. El prototipo resultante, Mitsubishi Ki-67, voló por primera vez el 27 de diciembre de 1942; se trataba de un monoplano cantilever de ala media propulsado por dos motores radiales Mitsubishi Ha-104 y cuyo fuselaje de sección circular podía acomodar de seis a ocho tripulantes e incorporaba una amplia bodega de bombas. Las pruebas de este prototipo más otros 16 aviones de evaluación en servicio fueron muy satisfactorias y produjeron la planificación de diversas variantes. No obstante se decidió concentrar eventualmente la producción en una única versión, abriéndose la cadena de montaje en diciembre de 1943 con la denominación oficial Bombardero Pesado del Ejército Tipo 4 Modelo I Hiryu (dragón volador) o Ki-67-I; los Aliados le asignaron el nombre código de "Peggy".
Todos los aviones de producción, unos 160, llevaban soportes para torpedos, utilizándose tanto en misiones de bombardeo como de torpedeo. A los aparatos transformados para misiones kamikaze con tres tripulantes se les aplicó la designación de Ki-67-I KAI y una variante de caza pesado con morro sólido y un cañón de 65 mm recibió las siglas de Ki-109, pero solo se construyeron 22 aviones.
Los ataques aliados a las fuentes de producción japonesa limitaron la fabricación del Ki-67 a sólo 698, de los que 606 correspondieron a Mitsubishi, 91 a Kawasaki y el restante al Arsenal Aéreo del Ejército en Tachikawa. Veintinueve aviones construidos por Mitsubishi fueron montados por Nippon, por lo que la cifra de producción se cita equivocadamente en ocasiones como 727. Como bombardero pesado, el Ki-67 se empleó intensamente en las etapas finales de la guerra del Pacífico, especialmente en operaciones contra las Fuerzas Aliadas en Iwo Jima, las islas Marianas y Okinawa .

## Especificaciones técnicas
Mitsubishi Ki-67-I
- Tipo: bombardero medio/torpedero
- Planta motriz: dos Mitsubishi Ha-104, radiales de 18 cilindros en doble hilera refrigerados por aire y 1900 CV (1487 kW)

Prestaciones
- Velocidad máxima: 537 km/h a 6090 m
- Techo de vuelo: 9470 m
- Alcance con carga máxima de combustible: 3800 km

Pesos
- Vacío: 8650 kg
- Máximo en despegue: 13 765 kg
- Carga alar neta: 209,03 kg/m²

Dimensiones
- Envergadura: 22,50 m
- Longitud: 18,70 m
- Altura: 7,70 m
- Superficie alar: 65,85 m²

Armamento
- Ametralladoras: cuatro Ho-103 de 12,7 mm, en el morro, cola y laterales (modelos posteriores); los primeros modelos llevaban ametralladoras Tipo 89 de 7,70 mm en los laterales.
- Cañones: un Ho-5 de 20 mm en la torreta dorsal
- Carga bélica: un máximo de 800 kg de bombas o un torpedo de 800 o 1700 kg

Nota: a partir del 450º ejemplar de serie se añadió una ametralladora extra de 12,7 mm